# Gabriel Guevara

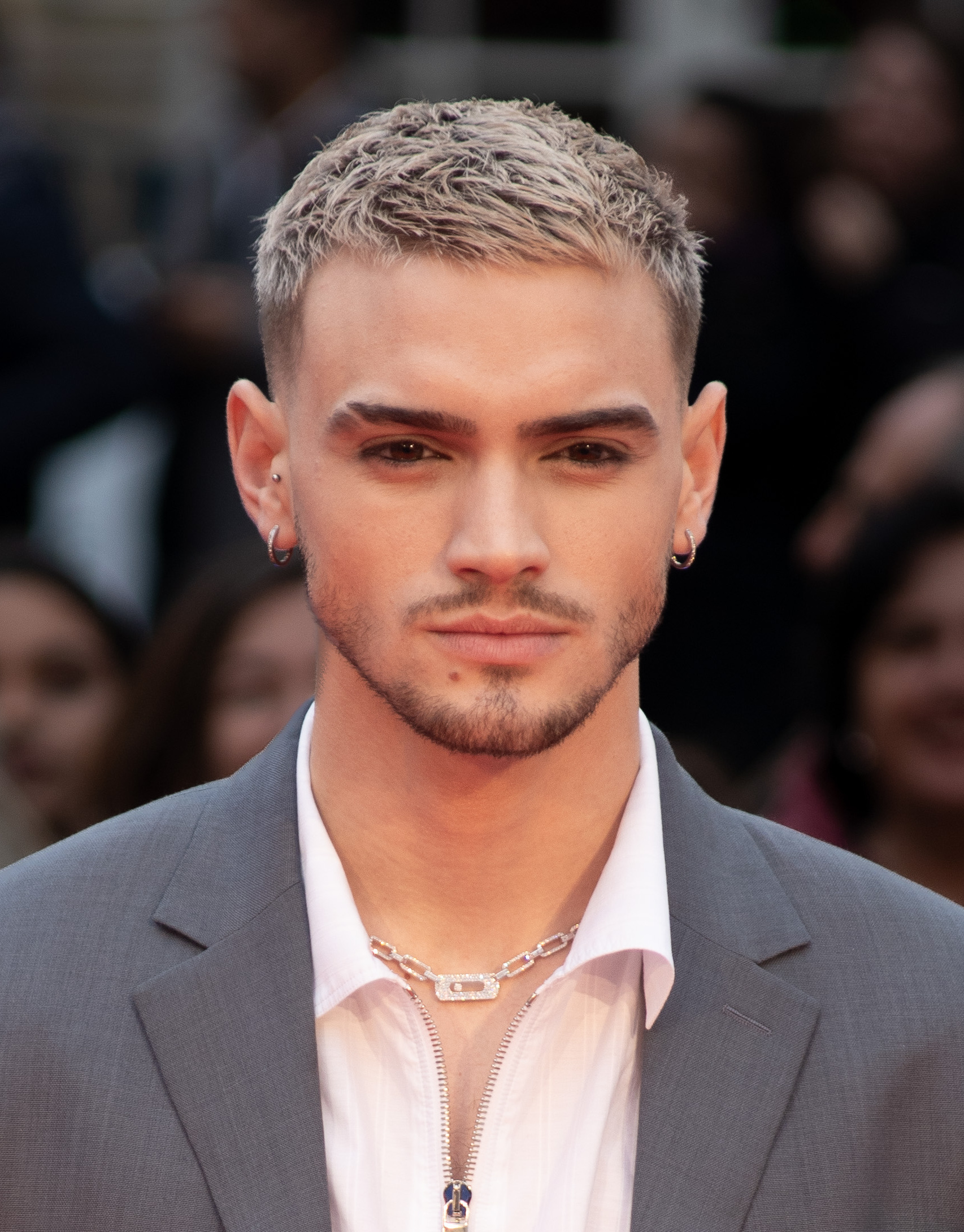
Gabriel Guevara (2024)

Gabriel Guevara (* 6. Februar 2001 in Madrid als Gabriel Alejandro Guevara Mourreau) ist ein spanisch-französischer Schauspieler.

## Leben und Karriere
Gabriel Guevara wurde im Februar 2001 in Madrid, Spanien, geboren und wuchs dort mit seiner Mutter Marléne Mourreau, eine französische Schauspielerin und Fernsehmoderatorin, und seinem Vater Michel Guevara, einem kubanischen Tänzer, auf. Er ist spanisch und französisch aufgewachsen. Ähnlich wie seine Eltern fühlte Guevara sich schon früh zu künstlerischen Aktivitäten hingezogen und nahm an Werbekampagnen und kleinen Schauspielrollen als Statist teil, außerdem absolvierte er eine formale Tanzausbildung. 
Ende 2018 gab Guevara sein Fernsehdebüt als Cristian Miralles Haro in Skam España, der spanischen Adaption von Skam, einer norwegischen Teenager-Dramaserie. Er spielte die Rolle zwei Staffeln lang. Außerdem war er in dem Spielfilm Charter zu sehen. Als Darío Carvajal Aguirre gehörte Guevara zwischen 2020 und 2021 zur Hauptbesetzung von HIT – Wer erzieht hier wen?. Anschließend folgten Rollen in den Netflix-Miniserien Du bist nichts Besonderes (2022) und Nicht eine mehr (2024).
Internationale Bekanntheit erlangte Guevara an der Seite von Nicole Wallace durch die Rolle des Nicholas „Nick“ Leister in Culpa Mia – Meine Schuld. In den Fortsetzungen Culpa Tuya – Deine Schuld (2024) und Culpa nuestra (2025) wird er erneut in der Rolle zu sehen sein. Eine weitere Serienhauptrolle übernahm er 2024 in der Disney+-Serie Desde el mañana.
Am 3. September 2023 wurde Guevara in Venedig, Italien, aufgrund eines internationalen Haftbefehls wegen eines angeblichen sexuellen Übergriffs in Frankreich verhaftet. Ein Tag später wurde er wieder freigelassen und am 15. September wurde der Fall als nichtig erklärt. Aufgrund der Verhaftung musste er seine Teilnahme an den Internationalen Filmfestspielen von Venedig absagen, bei dem er einen Preis hätte bekommen sollen.

## Filmografie (Auswahl)
- 2018–2019: Skam España (Fernsehserie, 12 Episoden)
- 2018: Charter
- 2019: Dangerous Moms – Töten, kochen, putzen (Señoras del (h)AMPA, Fernsehserie, 2 Episoden)
- 2020–2021: HIT – Wer erzieht hier wen? (HIT, Fernsehserie, 11 Episoden)
- 2022: Du bist nichts Besonderes (Tú no eres especial, Miniserie, 6 Episoden)
- 2022: Bosé (Fernsehserie, Episode 1x02)
- 2022: Cómo mandarlo todo a la mierda (Fernsehserie, 6 Episoden)
- 2023: Culpa Mia – Meine Schuld (Culpa mía)
- 2024: Red Flags (Fernsehserie, 7 Episoden)
- 2024: Nicht eine mehr (Ni una más, Miniserie, 8 Episoden)
- 2024: Desde el mañana (Fernsehserie, 8 Episoden)
- 2024: Culpa Tuya – Deine Schuld (Culpa tuya)